# Christian L. Thuren
Christian Laurits Thuren (født 21. april 1846 i København, død 30. november 1926 på Frederiksberg) var en  dansk historicistisk arkitekt.

## Virke
Han var søn af snedkermester Lauritz Thuren og hustru Susanne Marie (født Susanne Schrøder). Han var oprindeligt murerlærling, men blev optaget på Kunstakademiet i 1861 og fik som elev hos Johan Henrik Nebelong eksamen herfra i 1868 og den lille guldmedalje i 1874 for opgaven Lokale til et dramatisk Selskab. Han udstillede på Charlottenborg 1874-92. Betydning for ham havde også tegne- og konduktørarbejdet hos Vilhelm Dahlerup og Ove Petersen på Det Kongelige Teater.
I 1878 blev han ansat som bygningsinspektør på Frederiksberg, hvor han satte sig præg på den nye kommune. 1894 blev han titulær professor, og 1898 blev han Ridder af Dannebrog. Han er portrætteret af P.S. Krøyer 1898 (familieeje).
Thuren oprettede Arkitekt, Professor Chr. L. Thurens Mindelegat, der uddeler legatportioner til færdiguddannede arkitekter til foretagelse af en studierejse til Italien eller Grækenland for at studere den antikke arkitektur.
Han blev gift 9. august 1872 i Helsingør med Emma Marie Magdalene Madsen (1847-1896), datter af restauratør Frands Madsen og Sophie Marie Lindahl. Sønnen Ejnar Thuren (1877-1936) var ligeledes arkitekt. Den ældre søn Hjalmar Thuren (1873-1912) var derimod musikforsker.
Thuren er begravet på Frederiksberg Ældre Kirkegård.

## Værker

### Værker i København
- Ombygning af Kjøbenhavns Akvarium til restaurant Elysium, Vesterbrogade 33 (1875, opført 1872 af Theodor Stuckenberg, nedrevet 1877)
- Beboelsesejendom, Dannebrogsgade 3 (1881)
- Beboelsesejendomme, Vesterbrogade 15, 124 og 142 (1884-85, sidstnævnte fredet)
- Musikkonservatorium, Vester Voldgade 11 (1886-87, fraflyttet)
- Ny Carlsberg arbejderboliger, Theofilus Hansens Gade (1887-88, nedrevet 1962)
- Sabbatshvile, Griffenfeldsgade 9-11 (1889, udvidet 1902)
- Stockholmsgade 55 (1896)
- Mellem- og baghus, Vesterbrogade 62 (1898)
- Ejendom med Skt. Stefan Apotek, Nørrebrogade 142 (1882, forhøjet med mansard 1928-29, apoteket flyttet)
- Ejendom med Sorte Hest Apotek, Vesterbrogade 124 (1885, apoteket nedlagt)
- Ejendom med Skt. Pauls Apotek, Fredericiagade 57 (1885, apoteket nedlagt)
- Beboelsesejendom med Hellerup Apotek, Strandvejen 165, Hellerup (1901)
- Det Kgl. Danske Musikkonservatorium, H.C. Andersens Boulevard (1904-05, udvidet med Martin Borchs nabopalæ fra 1901)

### Værker på Frederiksberg
- Niels Ebbesens Vej Skole, østfløj og gymnastikhus (1879, 1908, nedlagt)
- Godthåbsvejs Skole, (1881, 1896, 1900, nedlagt 1989)
- Fuglevangsvej Skole (1884, gymnastikhus 1912-13 af A.S.K. Lauritzen, nedlagt)
- Udvidelse af fattighospitalet (nedlagt 1903)
- Portbygning, Jernbanestien (1885, nedrevet)
- Nyelandsvej Skole (1891-92)
- Lollandsvej Skole, (1898-99, nedlagt 1989)
- Udvidelse af Frederiksberg Hospital, Nordre Fasanvej (1900-03, sammen med Henry Meyer, Emanuel Ohland og Gunnar Laage)
- Børne- og alderdomshjem, nu plejehjemmet Vestervang, Stockflethsvej 4-6 (1903, sammen med Emanuel Ohland)

### Værker andre steder
- Missionshuset Philadelphia, Herrestræde, Slagelse (1893)
- Odd Fellow Logen, Skt. Mortens Gade, Næstved (1898)
- Kommuneskole, vestfløj med gymnastiksal, Egestræde, Store Heddinge (1906)

### Værker påIsland
- Laugarnes, spedalskhedshospital for Odd Fellow Logen, Reykjavík (1897, brændt 1943)
- Landsbanken, Austurstræti 11, Reykjavík (1899, ødelagt ved bybrand 1915, forhøjet af Gudjn Samelsson 1923, udvidet 1934, 1969)
- Islands Bank, nu tvegesbank, Austurstræti 19, Reykjavík (1904, udvidet, indgang flyttet 1950 af Sigurðar Guðmundsson, stærkt ombygget af Eiríkur Einarsson 1962)
- Sygehus, Akureyri

### Projekter
- Restaurant Varna, Risskov, Århus (1899, 1. præmie)

### Dekorative arbejder
- Gravminde for justitsråd G.S.T. Sørensen-Corfitz, Assistens Kirkegård (1905)
- Skoletegninger i: Ministerialtidende, 1900.